# یلوه آبی

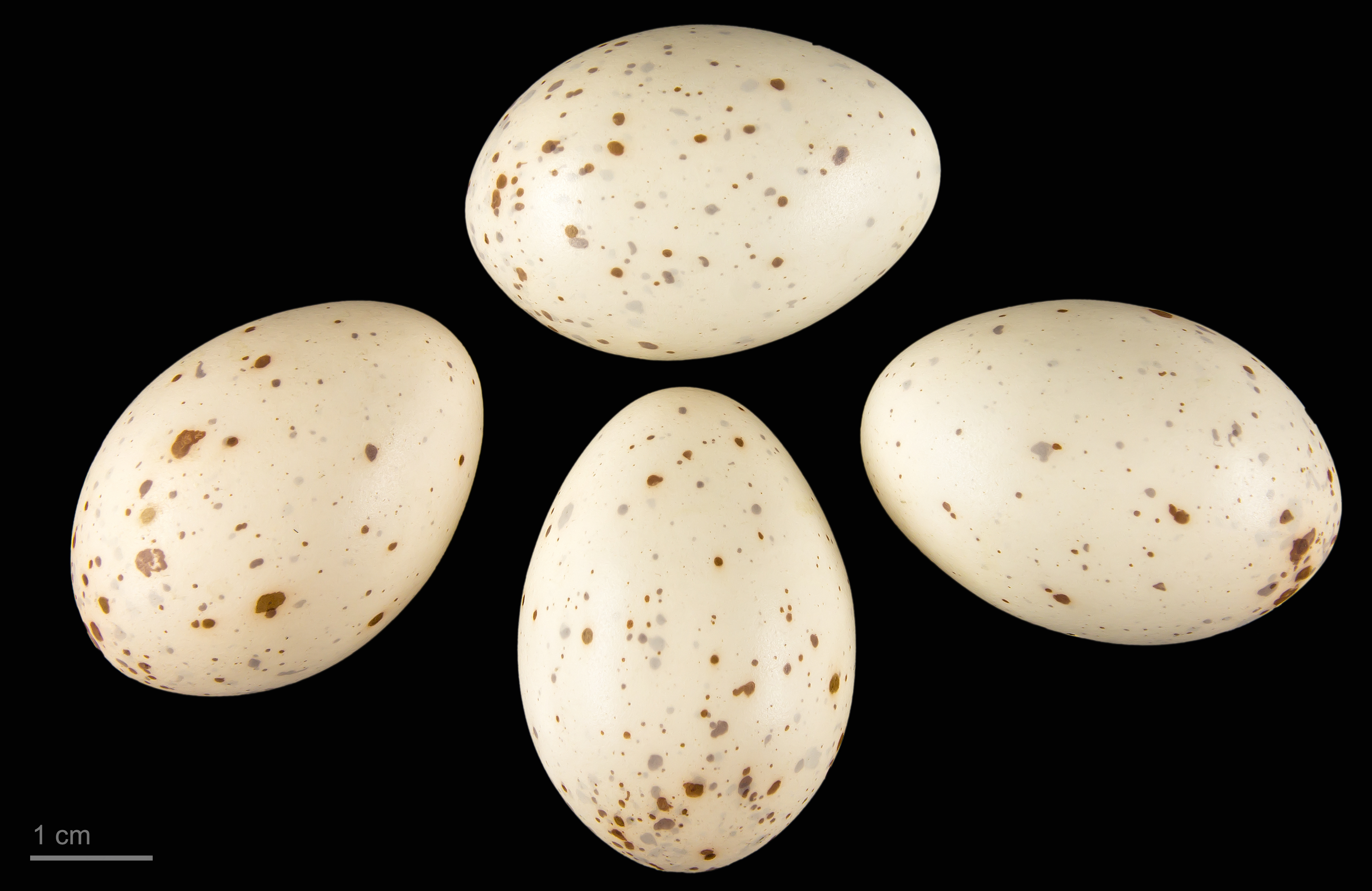
Rallus aquaticus

یلوه آبی یا یلوه آبی اروپایی (نام علمی: Rallus aquaticus) پرندهٔ آبی کوچکی از تیرهٔ یلوگان است که در مرداب‌ها و نیزارهای اروپا و آسیا زندگی می‌کند. این پرنده آشیانهٔ خود را در میان گیاهان در جایی خشک می‌سازد و پس از جفتگیری تا ۱۲ تخم می‌گذارد.
یلوه‌های آبی مناطق شمالی و شرقی پرندگانی مهاجر و یلوه‌های غرب و جنوب اروپا پرندگانی ساکن هستند.

## مشخصات
پرندگان بالغ بین ۲۳ تا ۲۶ سانتی‌متر طول داشته و پرهای بالای بدنشان قهوه‌ای و پایین بدنشان آبی-خاکستری رنگ است و خطوطی تیره‌رنگ در پهلوهایشان دارند. بدن پرنده صاف است تا عبور او از میان نی‌ها را آسان سازد. پاها بلند و زردرنگ بوده، دمشان کوتاه و منقاری باریک و بلند (۳–۴٬۵ سانتی‌متر) به‌رنگ قرمز دارند. پرندگان نابالغ نیز از نظر ظاهری به پرندهٔ بالغ شبیه هستند با این تفاوت که به‌جای پرهای آبی-خاکستری پرهایی نخودی رنگ دارند و بدن جوجه‌هایشان هم همچون دیگر همنوعانشان با کرکی سیاه پوشیده شده‌است.
یلوه‌های آبی در فصل تولید مثل بیشتر شنیده می‌شوند تا آنکه دیده شوند. آنها پرندگانی پر سر و صدا هستند و جیغی شبیه صدای خوک دارند. دیدن آنها در زمستان راحت‌تر است به‌ویژه اگر به‌دلیل سرما مجبور به آمدن در حاشیهٔ نیزارها شوند.

## تغذیه
این پرندگان به‌دنبال غذا یا با منقارهایشان در گل و آب‌های کم‌عمق جستجو می‌کنند یا از طریق مشاهده آن را می‌گیرند. حشرات، دانه‌ها، توت‌ها، جوندگان و پرندگان کوچک غذای یلوهٔ آبی را تشکیل می‌دهد.